# 공위시대

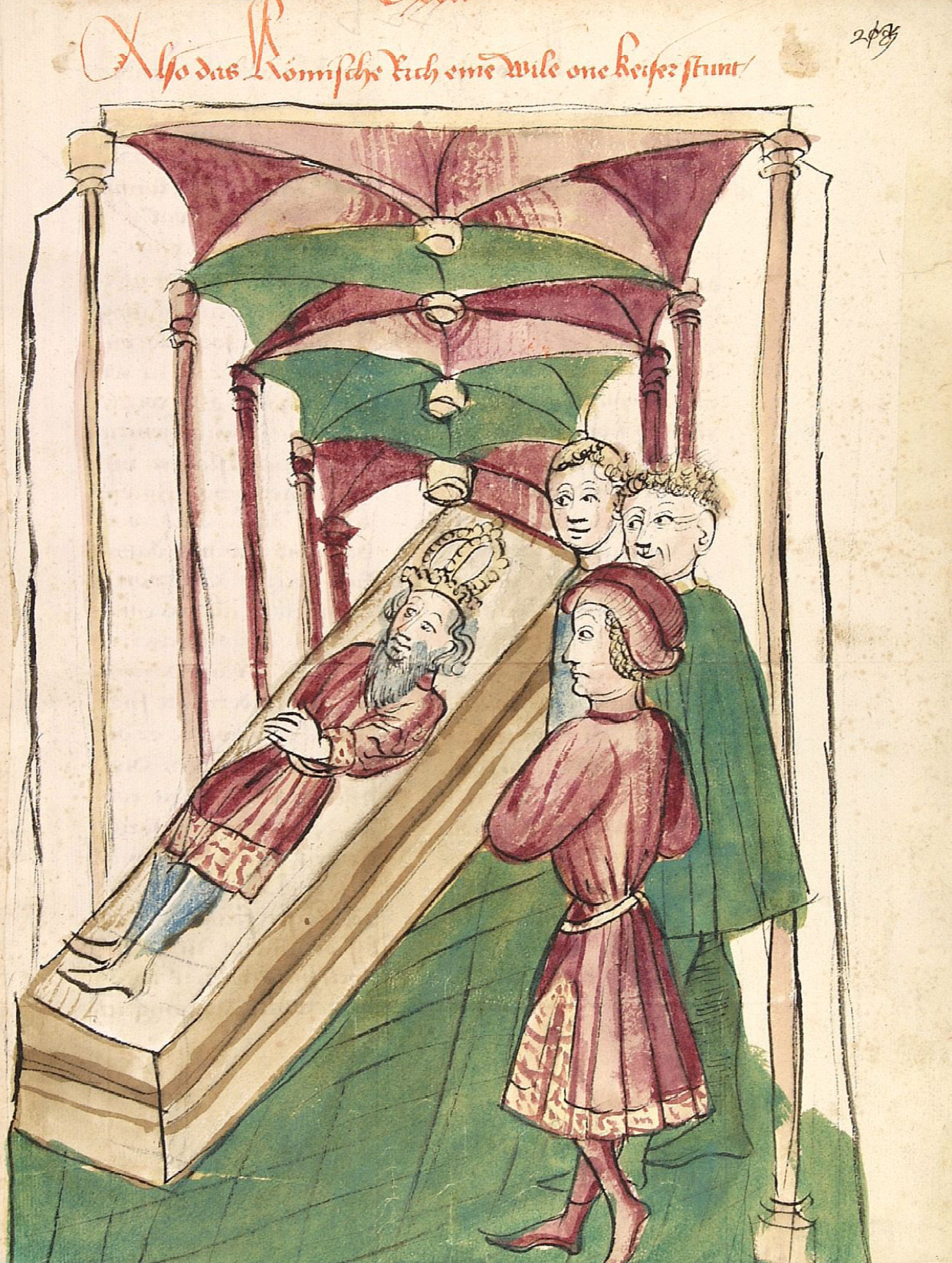

공위시대(空位時代, 라틴어: interregnum 인테르레그눔[*]) 또는 권력공백기(權力空白期)란 과거의 권력이 여하의 이유로 인하여 소멸한 뒤 다른 권력이 수립되기 전까지의 공백기간을 말한다.
인테르레그눔이란 원래 서양사에서 왕과 왕의 재위기간(라틴어: rēgnum, 영어: reign) 사이(라틴어: inter-)를 의미하는 말이다. 특히 서양사에서 군주의 부재가 장기간 이어짐으로 인한 권력공백기간을 공위시대(空位時代)라고도 번역한다.
안토니오 그람시는 『옥중수고』에서 “낡은 것은 소멸하고 새 것은 아직 태어날 수 없는 궐위(闕位)의 시간(interregnum)에는 수많은 병적인 징후들이 생겨난다”고 했다.

## 같이 보기
- 공위시대 (동음이의)